# Uncinus discostriella
Uncinus discostriella är en fjärilsart som beskrevs av Hans Georg Amsel 1961. Uncinus discostriella ingår i släktet Uncinus och familjen mott. Inga underarter finns listade i Catalogue of Life.